# Adair, Iowa
Adair là một thành phố thuộc quận Adair, tiểu bang Iowa, Hoa Kỳ. Năm 2010, dân số của thành phố này là 781 người.

## Dân số
Dân số qua các năm:
- Năm 2000: 839 người.
- Năm 2010: 781 người.